# Ellbögener Straße
De Ellbögener Straße (L38) is een ruim tweeëntwintig kilometer lange Landesstraße (lokale weg) in het district Innsbruck Land in de Oostenrijkse deelstaat Tirol. De weg begint bij de afrit Hall-Mitte van de Inntal Autobahn (A12, richting Kufstein). Van daar loopt de weg in zuidwestelijke richting langs Ampass, Aldrans, Lans en Patsch, om vanaf daar een deel door het Wipptal te lopen, door de gemeenten Ellbögen en Pfons, om in Mühlbachl op de Brennerstraße (B182) aan te sluiten.
In Aldrans, waar de maximumsnelheid binnen de bebouwde kern slechts 30 km/u bedraagt, werden in 2005 dagelijks gemiddeld ruim 5000 voertuigen geteld die gebruik maakten van de Ellbögener Straße. Op de weg geldt vanaf de afslag met de Patscher Straße (L33) zuidwaarts een verbod voor voertuigen met een totaalgewicht boven 3,5 ton. Over het gehele traject bestaat een verbod voor voertuigen met een gewicht groter dan 12 ton, met uitzondering van bestemmingsverkeer.

## Geschiedenis
De Ellbögener Straße was tussen 1921 en 1973 een van de Bundesstraßen; de weg werd tot 1938 aangeduid met B66a, in analogie met de Brennerstraße (die tot die tijd B66 heette). Vanaf 1949 werd de Ellbögener Straße aangeduid met B184. Per 1 januari 1973 werd de Ellbögener Straße gedevalueerd tot een Tiroler Landesstraße en kreeg de weg de aanduiding L38.